# إميل غودرولت
إميل غودرولت هو كاتب سيناريو ومخرج كندي، ولد في 6 مارس 1964 في جانكوير ‏ في كندا.

## وصلات خارجية
- إميل غودرولت على موقع IMDb (الإنجليزية)
- إميل غودرولت على موقع ألو سيني (الفرنسية)
- إميل غودرولت على موقع أول موفي (الإنجليزية)
- إميل غودرولت على موقع قاعدة بيانات الأفلام السويدية (السويدية)
- إميل غودرولت على موقع قاعدة بيانات الفيلم (الإنجليزية)
- إميل غودرولت على موقع كينوبويسك (الروسية)